# Candelariella biatorina
Candelariella biatorina är en lavart som beskrevs av M. Westb. Candelariella biatorina ingår i släktet Candelariella och familjen Candelariaceae.   Inga underarter finns listade i Catalogue of Life.